# 1983
- Wikisource

| Calendário gregoriano                                                        | 1983 MCMLXXXIII                      |
| Ab urbe condita                                                              | 2736                                 |
| Calendário arménio                                                           | 1433 – 1434                          |
| Calendário bahá'í                                                            | 139 – 140                            |
| Calendário budista                                                           | 2527                                 |
| Calendário chinês                                                            | 4679 – 4680 Início a 13 de fevereiro |
| Calendário copta                                                             | 1699 – 1700                          |
| Calendário etíope                                                            | 1975 – 1976                          |
| Calendários hindus - Vikram Samvat - Calendário nacional indiano - Cáli Iuga | 2038 – 2039 1904 – 1905 5083 – 5084  |
| Calendário Holoceno                                                          | 11983                                |
| Calendário islâmico                                                          | 1404 – 1405                          |
| Calendário judaico                                                           | 5743 – 5744 Início a 8 de setembro   |
| Calendário persa                                                             | 1361 – 1362 Início a 21 de março     |
| Calendário rúnico                                                            | 2233                                 |
| Calendário solar tailandês                                                   | 2526                                 |

1983 (MCMLXXXIII, na numeração romana) foi um ano comum do século XX que começou num sábado, segundo o calendário gregoriano. A sua letra dominical foi B. A terça-feira de Carnaval ocorreu a 15 de fevereiro e o domingo de Páscoa a 3 de abril. Segundo o horóscopo chinês, foi o ano do Porco, começando a 13 de fevereiro.

| Evento                                                   | Data            | Hora  |
| -------------------------------------------------------- | --------------- | ----- |
| Aquário                                                  | 20 de janeiro   | 15:17 |
| Peixes                                                   | 19 de fevereiro | 05:31 |
| primavera no hemisfério norte e outono no hemisfério sul |                 |       |
| Carneiro/equinócio                                       | 21 de março     | 04:39 |
| Touro                                                    | 20 de abril     | 15:51 |
| Gémeos                                                   | 21 de maio      | 15:07 |
| verão no hemisfério norte e inverno no hemisfério Sul    |                 |       |
| Caranguejo/solstício                                     | 21 de junho     | 23:09 |
| Leão                                                     | 23 de julho     | 10:05 |
| Virgem                                                   | 23 de agosto    | 17:08 |
| Outono no Hemisfério Norte e Primavera no Hemisfério Sul |                 |       |
| Balança/equinócio                                        | 23 de setembro  | 14:42 |
| Escorpião                                                | 23 de outubro   | 23:55 |
| Sagitário                                                | 22 de novembro  | 21:19 |
| inverno no hemisfério norte e verão no hemisfério sul    |                 |       |
| Capricórnio/solstício                                    | 22 de dezembro  | 10:30 |

| UTC: Portugal Continental, Madeira, Guiné-Bissau e São Tomé e Príncipe Subtrair (-): 1 h nos Açores e Cabo Verde 2 h nas Ilhas oceânicas brasileiras 3 h em Brasília, em Goiás, na Amazônia Oriental Brasileira e no nordeste, sudeste e sul brasileiros 4 h na Amazônia Ocidental Brasileira, Mato Grosso e Mato Grosso do Sul 5 h no Acre e sudoeste do Amazonas Adicionar (+): 1 h em Angola e Guiné Equatorial 2 h em Moçambique 8 h em Macau 9 h em Timor-Leste. |
| Adicionar uma hora durante a vigência do horário de verão: Portugal Continental : De 27 de março a 25 de setembro de 1983 |

| Ano completo                   |
| ------------------------------ |
| Ano comum com início ao sábado |

## Eventos
Ano Mundial das Telecomunicações, pela ONU.

### Janeiro

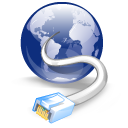
1 de Janeiro: É criada a Internet.

- 1 de Janeiro - A migração da ARPANET para TCP/IP está oficialmente concluída (este é considerado o início da verdadeira Internet).
- 6 de Janeiro - Nos Estados Unidos é fundada a banda de rock Red Hot Chili Peppers.
- 20 de Janeiro - Morreu o futebolista Garrincha.
- 25 de Janeiro - O Papa João Paulo II assina o novo código de direito canônico (lei interna da Igreja), que substitui o de 1919. Foram necessários vinte anos para formular o novo código.

### Abril
- 2 de abril - Morreu a cantora Clara Nunes.

### Maio
- 20 de Maio - Fundação da TV Caiuás

### Junho
- 5 de junho - Inauguração da Rede Manchete, por Adolpho Bloch.

### Julho
- 21 de julho - Menor temperatura no mundo: -89,2 °C, em Vostok, na Antártida.
- 25 de Julho - Metallica lança o seu primeiro álbum de estúdio, chamado Kill 'em all.
- 28 de julho - O Grêmio Foot-Ball Porto Alegrense conquista a Copa Libertadores da América em cima do Peñarol do Uruguai em jogo disputado em Porto Alegre vencido pelo Grêmio por 2 a 1, primeiro jogo no Uruguai 1 a 1.

### Setembro
- Raúl Alfonsín é eleito presidente da Argentina, substituindo o último presidente da ditadura, Reynaldo Bignone.
- 19 de setembro - Independência de São Cristóvão e Névis.

### Outubro
- 19 de outubro – Maurice Bishop, primeiro-ministro de Granada, e 40 outros são assassinados num golpe militar.

### Novembro
- 16 de novembro - Morreu a escritora Janete Clair.[1]

### Dezembro
- 11 de dezembro – O Grêmio Foot-Ball Porto Alegrense conquista a Copa Intercontinental ao vencer pelo placar de 2 a 1 o Hamburger SV (após empate de 1 a 1 no tempo normal e vitória de 1 a 0 na prorrogação). Com este resultado o time porto-alegrense sagrou-se campeão do mundo de futebol.
- 19 de dezembro – O primeiro troféu da Copa do Mundo FIFA, a Taça Jules Rimet, é roubado da sede da Confederação Brasileira de Futebol no Rio de Janeiro

## Nascimentos
- 1 de janeiro – Daniel Jarque, futebolista espanhol (m. 2009)
- 2 de janeiro – Kate Bosworth, atriz americana
- 3 de janeiro – Precious Lara Quigaman, modelo, apresentadora e atriz filipina
- 4 de janeiro
  - Kerry Condon, atriz irlandesa
  - Spencer Chamberlain, músico americano
- 6 de janeiro – Cristina Rosato, atriz canadense
- 7 de janeiro
  - Brett Dalton, ator americano
  - Natalie Gulbis, golfista americana
  - Tosin Abasi, músico americano de descendência nigeriana, fundador da banda Animals As Leaders
- 8 de janeiro
  - Chen Xiexia, ex-halterofilista chinesa
  - Chris Masters, lutador americano
- 9 de janeiro
  - Chris Getzlaf, jogador de futebol americano canadense
  - Gala Évora, atriz espanhola
- 10 de janeiro – Li Nina, esquiadora aérea chinesa
- 11 de janeiro – Adrian Sutil, piloto de Fórmula 1 alemão
- 13 de janeiro
  - Bill Hudson, músico brasileiro radicado nos EUA
  - Brianne Moncrief, atriz americana
  - Imran Khan, ator indiano
  - Julian Morris, ator britânico
  - Ronny Turiaf, jogador de basquete francês
- 14 de janeiro – Takako Uehara, cantora japonesa
- 15 de janeiro
  - André Claro Amaral Ventura, político português.
  - Kaine Bennett Charleston, produtor cinematográfico e ator australiano
- 16 de janeiro
  - Emanuel Pogatetz, futebolista austríaco
  - Marwan Kenzari, ator holandês
- 17 de janeiro
  - Johannes Herber, jogador de basquete alemão
  - Rickey D'Shon Collins, ator americano
- 18 de janeiro
  - Jung Yu-mi, atriz sul-coreana
  - Samantha Mumba, cantora e atriz irlandesa
- 19 de janeiro
  - Hikaru Utada, cantora e compositora nipo-americana
  - Øystein Pettersen, esquiador cross-country norueguês
- 20 de janeiro
  - Geovany Soto, jogador de basquete porto-riquenho
  - Yasser Elshantaf, empresário palestino
- 21 de janeiro
  - Maryse Ouellet, ex-lutadora de luta livre profissional e modelo canadense
  - Moritz Volz, ex-futebolista alemão
  - Svetlana Khodchenkova, atriz russa
- 22 de janeiro – Shaun Cody, jogador de futebol americano
- 23 de janeiro
  - David Firth, animador britânico
  - Justyna Kowalczyk, esquiadora cross-country polonesa
  - Sarah Tait, remadora australiana (m. 2016
- 24 de janeiro
  - Craig Horner, ator australiano
  - Diane Birch, cantora e compositora americana
  - Frankie Grande, ator, cantor, dançarino e produtor americano
  - Scott Speed, piloto de Fórmula 1 americano
  - Teo, cantor bielorrusso
- 25 de janeiro – Yasuyuki Konno, futebolista japonês
- 27 de janeiro – Rebecca Judd, modelo e apresentadora australiana
- 29 de janeiro – Brian Michael Smith, ator americano.
- 30 de janeiro – Ella Hooper, cantora e compositora australiana
- 31 de janeiro
  - Belçim Bilgin, atriz turca
  - James Sutton, ator britânico
- 1 de fevereiro – Andrew VanWyngarden, cantor americano
- 2 de fevereiro
  - Carolina Klüft, atleta sueca
  - David Call, ator americano
- 3 de fevereiro
  - Damiel Dossévi, saltador olímpico francês
  - Gabriel Sargissian, jogador de xadrez profissional armênio
- 4 de fevereiro – Hannibal Buress, comediante americano
- 5 de fevereiro – Vanessa Rousso, jogadora de pôquer profissional franco-americana
- 6 de fevereiro
  - Jamie Whincup, piloto de carro de corrida australiano
  - Michael Robinson, ex-jogador de futebol americano
  - Sreesanth, ex-jogador de críquete indiano
- 7 de fevereiro
  - Elin Grindemyr, modelo sueca
  - Federico Marchetti, futebolista italiano
  - Scott Feldman, jogador de beisebol americano
- 8 de fevereiro
  - Ashley Mulheron, atriz e apresentadora escocesa
  - Atiba Hutchinson, futebolista canadense
  - Louise Glover, modelo e fotógrafa inglesa
  - Olga Syahputra, ator, comediante, cantor e apresentador indiano (m. 2015)
- 10 de fevereiro – Daiane dos Santos, ex-ginasta brasileira
- 11 de fevereiro – Rafael van der Vaart, futebolista holandês
- 14 de fevereiro – Julia Ling, atriz nipo-americana
- 15 de fevereiro
  - Alan Didak, futebolista australiano
  - David Degen e Philipp Degen, futebolistas suíços
  - Russell Martin, jogador de beisebol canadense
- 16 de fevereiro
  - Agyness Deyn, supermodelo inglesa
  - John Magaro, ator americano
- 17 de fevereiro
  - Elin Kling, jornalista de moda sueca
  - Kevin Rudolf, cantor, compositor e produtor musical americano
  - Selita Ebanks, modelo caimanesa
- 18 de fevereiro – Jason Maxiell, jogador de basquete americano
- 19 de fevereiro
  - Jawad Williams, jogador de basquete americano
  - Kotoōshū Katsunori, lutador de sumô búlgaro
  - Mika Nakashima, cantora e atriz japonesa
  - Nozomi Sasaki, dubladora japonesa
  - Ryan Whitney, jogador de hóquei no gelo americano
- 20 de fevereiro
  - Emad Moteab, futebolista egípcio
  - Justin Verlander, jogador de beisebol americano
- 21 de fevereiro
  - Eoin Macken, ator irlandês
  - Mélanie Laurent, atriz e diretora francesa
- 22 de fevereiro
  - Iliza Shlesinger, comediante americana
  - Penny Flame, ex-atriz pornográfica/estrela de reality show americana
- 23 de fevereiro
  - Aziz Ansari, ator e comediante americano
  - Dominic Lyne, autor britânico
  - Emily Blunt, atriz britânica
  - Mido, ex-futebolista egípcio
  - Mirco Bergamasco, jogador de rúgbi italiano
- 24 de fevereiro – Sophie Howard, modelo inglesa
- 25 de fevereiro – Eduardo da Silva, futebolista brasileiro naturalizado croata
- 26 de fevereiro – Andrew Baggaley, jogador de tênis de mesa inglês
- 27 de fevereiro
  - Devin Harris, jogador de basquete americano
  - Hayley Angel Holt, atriz inglesa
  - Kate Mara, atriz americana
  - Vítězslav Veselý, lançador de dardos tcheco
- 28 de fevereiro – Linda Király, cantora e compositora húngaro-americana
- 1 de março – Lupita Nyong'o, atriz queniano-mexicana
- 2 de março – Honey Lee, atriz sul-coreana participante do Miss Universo 2007
- 3 de março
  - Katie White, cantora inglesa
  - Kim Smith, modelo e atriz americana
- 4 de março
  - Adam Deacon, ator britânico
  - Jessica Heap, atriz americana
  - Samuel Contesti, patinador artístico italiano
- 7 de março
  - Greta Lee, atriz americana.
  - Raquel Alessi, atriz americana
- 9 de março
  - Bobby Campo, ator americano
  - Bryony Afferson, atriz e cantora inglesa
  - Clint Dempsey, futebolista americano
  - Maite Perroni, cantora e atriz mexicana
- 10 de março
  - Aimee Walker Pond, ginasta americana
  - Carrie Underwood, cantora americana
  - Janet Mock, apresentadora e ativista americana
  - Jonas Olsson, futebolista sueco
  - Kyle Marshall, animador, diretor e escritor canadense
  - Rafe Spall, ator inglês
- 11 de março – Melissa Rycroft, ex-dançarina e personalidade de televisão americano
- 12 de março – Roxy Shahidi, atriz inglesa
- 14 de março
  - Bakhtiyar Artayev, boxista cazaque
  - Taylor Hanson, cantor americano
- 15 de março – Florencia Bertotti, atriz e cantora argentina
- 16 de março
  - Katie Kim, cantora e compositora irlandesa
  - Stephanie Gatschet, atriz americana
- 17 de março
  - Atit Shah, produtor de filmes indiano
  - Penny McNamee, atriz australiana
- 19 de março – Nicole Muirbrook, atriz e modelo americana
- 20 de março
  - Eiji Kawashima, futebolista japonês
  - Jenni Vartiainen, cantora finlandesa
  - Michael Cassidy, ator americano
- 21 de março – Bruno Langley, ator britânico
- 22 de março
  - Christina Bennett Lind e Heather Lind, atrizes americanas
- 23 de março – Mo Farah, atleta britânico
- 27 de março –  Shawntinice Polk, jogador de basquete americano (m. 2005)
- 29 de março
  - Ed Skrein, ator e rapper inglês
  - Ezgi Mola, atriz turca
  - Jamie Woon, cantor e compositor inglês
- 30 de março
  - Hebe Tien, cantora tailandesa
  - Zach Gowen, lutador de luta livre profissional americano
- 31 de março
  - Ashleigh Ball, dubladora e música canadense
  - Hashim Amla, jogador de críquete sul-africano
  - Meinir Gwilym, cantora galesa
  - Melissa Ordway, atriz e modelo americana
- 1 de abril
  - Matt Lanter, ator e modelo americano
  - Sean Taylor, jogador de futebol americano (m. 2007)
  - Sergey Lazarev, cantor, dançarino e ator russo
- 2 de abril – Yung Joc, rapper americano
- 4 de abril
  - Amanda Righetti, atriz e produtora cinematográfica americana
  - Doug Lynch, jogador de hóquei no gelo canadense
- 6 de abril – Diora Baird, atriz americana
- 7 de abril – Franck Ribéry, futebolista francês
- 10 de abril
  - Jamie Chung, atriz nipo-americana
  - Ryan Merriman, ator americano
- 11 de abril – Joanna Douglas, atriz canadense
- 12 de abril
  - Jelena Dokić, ex-tenista australiana
  - Jonti Richter, futebolista australiano
  - Judy Marte, atriz e produtora americana
- 13 de abril – Schalk Burger, jogador de rúgbi sul-africano
- 15 de abril
  - Alice Braga, atriz brasileira
  - Ilya Kovalchuk, jogador de hóquei no gelo russo
  - Matt Cardle, cantor e compositor inglês
  - Siobhan Hewlett, atriz irlandesa
- 16 de abril – Alex Antônio de Melo Santos, futebolista brasileiro
- 18 de abril – Miguel Cabrera, jogador de beisebol venezuelano
- 19 de abril
  - Alberto Callaspo, jogador de beisebol americano
  - Curtis Thigpen, jogador de beisebol americano
  - Joe Mauer, jogador de beisebol americano
- 20 de abril
  - Joanne King, atriz irlandesa
  - Miranda Kerr, modelo australiana
  - Sebastian Ingrosso, DJ sueco
- 21 de abril
  - Gugu Mbatha-Raw, atriz britânica
  - Paweł Brożek, futebolista polonês
  - Tarvaris Jackson, ex-jogador de futebol americano
- 22 de abril
  - Francis Capra, ator americano
  - Matt Jones, jogador de futebol americano
- 23 de abril
  - Aaron Hill, ator americano
  - Daniela Hantuchová, ex-tenista eslovaca
  - Hayley-Marie Coppin, modelo inglesa
- 24 de abril – Will Champlin, cantor participante da quinta temporada do The Voice americano
- 26 de abril – Ryan Dowell Baum, ex-ator infantil americano
- 29 de abril
  - David Lee, jogador de basquete americano
  - Jay Cutler, jogador de futebol americano
  - Megan Boone, atriz americana
  - Yuriko Shiratori, atriz japonesa
- 30 de abril
  - Yelena Leuchanka, jogadora de basquete profissional bielorrussa
- 1 de maio – Alain Bernard, nadador francês
- 2 de maio
  - Dani Sordo, piloto de rali espanhol
  - Tina Maze, esquiadora eslovena
- 4 de maio
  - Brad Bufanda, ator americano (m. 2017)
  - Jesse Moss, ator canadense
- 5 de maio – Henry Cavill, ator britânico
- 6 de março
  - Adrianne Palicki, atriz americana
  - Gabourey Sidibe, atriz americana
  - Raquel Zimmermann, modelo brasileira
- 7 de maio
  - Alexander Legkov, esquiador cross-country russo
  - Marco Galiazzo, arqueiro italiano
- 8 de maio – Matt Willis, cantor e compositor inglês
- 9 de maio – Ryuhei Matsuda, ator japonês
- 11 de maio
  - Daizee Haze, ex-lutadora profissional americana
  - Holly Valance, atriz e cantora australiana
  - Matt Leinart, jogador de futebol americano
- 12 de maio
  - Alicja Bachleda-Curuś, atriz e cantora polonesa
  - Alina Kabaeva, ex-ginasta rítmica e política russa
  - Charilaos Pappas, futebolista grego
  - Domhnall Gleeson, ator e dramaturgo irlandês
- 13 de maio
  - Anita Görbicz, jogadora de handebol húngara
  - Grégory Lemarchal, cantor francês (m. 2007)
  - Natalie Cassidy, atriz britânica
  - Yaya Touré, futebolista marfinense
- 14 de maio
  - Amber Tamblyn, atriz americana
  - Anahí, cantora e atriz mexicana
  - Sarbel, cantor grego
- 16 de maio
  - Daniel Kerr, futebolista australiano
  - Marcela Temer, primeira-dama do Brasil
  - Nancy Ajram, cantora libanesa
- 17 de maio – Channing Frye, jogador de basquete americano
- 18 de maio – Vince Young, jogador de futebol americano
- 19 de maio
  - Eve Angel, modelo húngara
  - Jessica Fox, atriz britânica
- 20 de maio
  - Emma Williams, atriz inglesa
  - Michaela McManus, atriz americana
  - N. T. Rama Rao Jr., ator e cantor indiano
- 21 de maio – Leva Bates, lutadora americana
- 22 de maio
  - Connie e Cassie Powney, atrizes inglesas
  - John Hopkins, motociclista americano
- 23 de maio – Heidi Range, cantora britânica
- 24 de maio – Woo Seung-yeon, atriz e modelo sul-coreana
- 27 de maio – Bobby Convey, futebolista americano
- 28 de maio
  - Megalyn Echikunwoke, atriz americana
  - Toby Hemingway, ator britânico
- 30 de maio – Jennifer Ellison, atriz britânica
- 31 de maio
  - David Hernandez, cantor americano
  - Zana Marjanović, atriz bósnia
- 1 de junho – Sylvia Hoeks, atriz holandesa
- 2 de junho
  - Brooke White, cantora americana
  - Lisa Hammond, atriz inglesa
- 3 de junho – Janine Carmen Habeck, modelo alemã
- 6 de junho
  - Adam Hendershott, ator americano
  - Gemma Bissix, atriz britânica
  - Joe Rokocoko, jogador de rúgbi neozelandês
- 7 de junho – Indiggo, gêmeas cantoras, compositoras e participantes de reality show romenas
- 8 de junho
  - Kim Clijsters, ex-tenista belga
  - Mamoru Miyano, dublador japonês
- 9 de junho – Alektra Blue, atriz pornográfica americana
- 10 de junho
  - Leelee Sobieski, atriz americana
  - Marina Abrosimova, cantora russa
  - Shanna Collins, atriz americana
- 11 de junho – José Reyes, jogador de beisebol dominicano
- 12 de junho
  - Andy Ologun, boxeador nigeriano
  - Anja Rubik, modelo polonesa
  - Bryan Habana, jogador de rúgbi sul-africano
- 13 de junho – Jason Spezza, jogador de hóquei canadense
- 14 de junho
  - Sean Klitzner, youtuber e comediante americano
  - Torrance Coombs, ator canadense
- 15 de junho
  - Derek Anderson, jogador de futebol americano
  - Julia Fischer, violinista e pianista alemã
- 16 de junho
  - Kana Mannami, jogador profissional de Go japonês
  - Lisa Yamanaka, dubladora nipo-canadense
  - Olivia Hack, atriz americana
  - Verónica Echegui, atriz espanhola
- 17 de junho
  - Connie Fisher, atriz e cantora britânica
  - Kazunari Ninomiya, ator e cantor japonês
  - Lee Ryan, cantor inglês
- 19 de junho
  - Aidan Turner, ator irlandês
  - Laura Norton, atriz inglesa
  - Macklemore, rapper americano
  - Mark Selby, jogador de snooker britânico
  - Tanja Mihhailova, cantora e atriz russa
- 20 de junho
  - Cherrie Ying, atriz chinesa
  - Joana Espadinha, cantora portuguesa
- 21 de junho
  - Edward Snowden, ex-funcionário da CIA e delator americano
  - Jussie Smollett, ator e cantor americano
- 22 de junho – Sally Nicholls, autora inglesa do livro infantil Como Viver Eternamente
- 23 de junho – Miles Fisher, ator e músico americano
- 24 de junho
  - John Lloyd Cruz, ator e modelo filipino
  - Shermain Jeremy, cantora e participante de concurso de beleza antiguana
- 25 de junho – Cleo, cantora polonesa
- Rodrigo Gava
- 26 de junho
  - Alsény Këïta, futebolista liberiano
  - Fahad Mustafa, ator paquistanês
  - Richard Okia, jogador de críquete ugandense
  - Toyonoshima Daiki, lutador de sumô japonês
- 27 de junho
  - Alsou, cantora russa participante do Festival Eurovisão da Canção 2000
  - Ben Bocquelet, animador e produtor franco-britânico
  - Nikola Rakočević, ator sérvio
- 30 de junho
  - Cheryl, cantora e modelo britânica
  - Katherine Ryan, comediante e atriz canadense
- 1 de julho
  - Leeteuk, cantor sul-coreano
  - Lynsey Bartilson, atriz, dançarina e cantora americana
- 2 de julho
  - Alicia Menendez, comentarista e escritora americana
  - Michelle Branch, cantora americana
- 3 de julho – Edinson Vólquez, jogador de beisebol dominicano
- 4 de julho – Isabeli Fontana, modelo brasileira
- 5 de julho
  - Edwina Bartholomew, jornalista e apresentadora australiana
  - Kumiko Ogura, jogadora de badminton japonesa
  - Zheng Jie, tenista chinesa
- 7 de julho
  - C4 Pedro, músico angolano
  - Kristi Capel, apresentadora americana
  - Krzysztof Lijewski, jogador de handebol polonês
  - Martin Wallström, ator sueco
  - Renee Chappell, jogadora de críquete australiana
  - Yoo Jae-hoon, futebolista sul-coreano
- 10 de julho – Kim Heechul, ator e cantor sul-coreano
- 11 de julho – Marie Eleonor Serneholt, cantora sueca
- 12 de julho
  - Krystin Pellerin, atriz canadense
  - Megumi Kawamura, modelo japonesa
- 13 de julho – Liu Xiang, velocista chinês
- 15 de julho – Maxim Dondyuk, fotógrafo ucraniano
- 16 de julho
  - Katrina Kaif, modelo e atriz de Bollywood chinesa
  - Zhang Xiangxiang, halterofilista chinês
- 17 de julho
  - Flávia de Oliveira, modelo brasileira
  - Kim Jin-woo, ator e cantor sul-coreano
- 21 de julho – Leon Oliveira Martins, youtuber brasileiro
- 9 de agosto – Dan Levy, ator e cineasta canadense.
- 14 de setembro – Amy Winehouse, cantora, compositora e multi-instrumentista britânica
- 8 de outubro – Lee Sang-hee, atriz sul-coreana.
- 17 de outubro – Felicity Jones, atriz britânica
- 17 de novembro – Christopher Paolini, escritor americano

## Mortes
- 18 de janeiro - Arturo Umberto Illia, presidente da Argentina de 1963 a 1966 (n. 1900).
- 20 de janeiro - Garrincha, futebolista brasileiro (n. 1933)
- 4 de fevereiro - Karen Carpenter, cantora e baterista norte-americana (n.1950).
- 19 de fevereiro - Jardel Filho, ator brasileiro (n.1927).
- 2 de abril - Clara Nunes, cantora brasileira (n.1942)
- 30 de abril - Muddy Waters, músico de blues norte-americano (n.1913)
- 14 de maio - Miguel Alemán Valdés, presidente do México de 1946 a 1952 (n. 1900).
- 23 de junho - Osvaldo Dorticós Torrado, presidente de Cuba de 1959 a 1976 (n. 1919).
- 03 de agosto - Carolyn Jones, primeira atriz a interpretar em Live Action a personagem Wednesday Addams.
- 10 de setembro - Balthazar Johannes Vorster, Presidente de Estado da África do Sul de 1978 a 1979 (n. 1915).
- 17 de setembro - Humberto Sousa Medeiros, cardeal arcebispo de Boston de origem luso-americana (n. 1915).
- 28 de outubro - Romeu Italo Ripoli, dirigente esportivo brasileiro (n. 1916).
- 16 de novembro - Janete Clair, escritora brasileira. (n. 1925).

## Prémio Nobel
- Física - Subramanyan Chandrasekhar[2] e William Alfred Fowler[2]
- Química - Henry Taube[3]
- Medicina - Barbara McClintock[4]
- Literatura - William Golding[5]
- Paz - Lech Walesa[6]
- Economia - Gerard Debreu[7]

## Epacta e idade da Lua
| Epacta gregoriana | 18 (XVIII) |
| Idade da Lua      | Letra t    |

## Por tema
- 1983 na arte
- 1983 no Brasil
- 1983 na ciência
- 1983 no cinema
- Desastres em 1983
- 1983 no desporto
- Divisões administrativas em 1983
- 1983 na informática
- 1983 nos jogos eletrônicos
- 1983 no jornalismo
- 1983 na literatura
- 1983 na música
- 1983 na política
- 1983 no teatro
- 1983 na televisão